# Сара Филдинг
Сара Филдинг (8. новембар 1710 — 9. април 1768) била је енглеска списатељица и сестра романописца Хенрија Филдинга. Написала је Гувернанту, или Малу женску академију (1749), за коју се сматрало да је то први роман на енглеском који је изричито намењен деци. Раније је имала успеха са својим романом Авантуре Дејвида Симпла (1744).

## Детињство
Сара Филдинг је рођена у Ист Стуру, Дорсет 1710. у породици Едмунда Филдинга и његове жене Саре, рођене Гулд (умрла 1718), после Хенрија и Урсуле; њена млађа браћа и сестре били су Ен, Беатрис и Едмунд. Сарин отац, Едмунд, трећи син Џона Филдинга, био је војни официр и рођак грофова Денби (његов отац Џон је био најмлађи син 3. грофа). Иако је Едмунд своје презиме писао „Feilding“ једнако често као и „Fielding“, и Хенри и Сара су писали „Fielding“. На питање грофа од Денбија зашто, син Хенрија Филдинга је рекао: „Не могу да кажем, господару, осим што је мој огранак породице био први који је знао да спелује“. Мајка Саре Филдинг, Сара Гулд, била је ћерка сер Хенрија Гулда, судије из Краљеве клупе који је поново именован у Краљичину клупу. Ово порекло је важно за разумевање раног живота и образовања деце Едмунда Филдинга.
Едмунд је бригу о својој деци препустио мајци своје супруге, леди Сари Гулд, док је каријеру градио у Лондону. Деца су одрасла у њеној кући у Гластонберију и кући њиховог деде по оцу у Ист Стоуру (Џон Филдинг је био парохијски свештеник са латитудинским образовањем у Кембриџу, који је био разматран за епископију у Ирској. Хенри је послат у Итон, али све ћерке су послате у интернат Мери Рукс у Солсберију.
Када је Едмундова прва жена умрла 1718, Едмунд се оженио Ен Рафом, римокатоличком удовицом, која је са собом донела неколико деце, а касније је Едмунду родила сина и полубрата Хенрију и Сари, будућег реформатора Џона Филдинга. Сер Хенри и леди Сара Гулд (деда и бака по мајци) посвађали су се са Едмундом пре смрти мајке деце. Леди Гулд је била веома незадовољна Едмундовим другим браком, а Ен Филдинг (рођена Рафа) је била предмет многих антикатоличких осећања старије генерације породице. Леди Гулд је била толико настројена против Ен да је 1721. године тужила за старатељство над децом и власништво над породичном кућом у Ист Стоуру. На крају је победила и деца неколико година нису могла да виде свог оца.

## Каријера
Током 1740-их, Филдингова се преселила у Лондон, понекад живећи са својим сестрама, а понекад са братом Хенријем и његовом породицом. Женама у породици недостајало је довољно новца за мираз, па се ниједна није удавала. Чак и када је леди Гулд умрла 1733. године, за децу је било мало новца.
Филдингова се окренула писању да би зарадила за живот, почевши док је живела са братом и радила као његова домаћица. Године 1742. Хенри Филдинг је објавио Џозефа Ендрјуза, а Сари Филдинг се често приписује да је написала Леонорино писмо Хорацију (два од ликова у књизи). Године 1743, Хенри Филдинг је објавио своје Miscellanies, а његова сестра је можда написала причу о животу Ане Болен.
Године 1744, Филдингова је објавила роман, Авантуре Дејвида Симпла у потрази за верним пријатељем. Као и обично, објављен је анонимно, уз образложење финансијске невоље. Роман је био прилично успешан и побрао је похвале савременика, укључујући издавача и романописца Семјуела Ричардсона. Као "морална романса" приказује два разбаштињена пара. Обе јунакиње указују на „гушење женског интелекта и препреке да жена зарађује за живот”. Уследила су Familiar Letters (Породична писма) (1747) два пара и Volume the Last (Последња књига) додата каснијем издању (1753). Ричардсон, који је и сам био мета сатире Хенрија Филдинга, рекао је да мисли да Сара и Хенри имају подједнак дар за писање. Авантуре Дејвида Симпла дошле су до другог издања у року од десет недеља и преведене су на француски и немачки. Насловне стране других романа Саре Филдинг често су носиле рекламу да их је написао „аутор Дејвида Симпла“. Роман је био довољно популаран да је Филдингова написала Позната писма између главних ликова у Дејвиду Симплеу као епистоларни наставак романа 1747. Године 1753. написала је наставак Авантуре Дејвида Симпла под насловом Дејвид Симпл: Последњи том.
Сара Филдинг је написала још три романа са оригиналним причама. Најзначајнији од њих је Гувернанта, или Мала женска академија (1749), који је први роман на енглеском написан посебно за децу. Поред тога, написала је Историју грофице Делвин (1759) и Историју Офелије (1760).

### Гувернанта, или Мала женска академија
Гувернанта, или Мала женска академија је књига о интернату који води госпођа Тичам. Радња се одвија током десет дана, не укључујући неке почетне информације и епилог. Сваког дана осим првог, госпођица Џени Пис чита наглас ученицима цео или део текста. Затим се физички описује једна или више ученица, након чега следи приказ њихове животне приче. Ове су написане тако да изгледају као да их говори свака девојка, а забележила их је госпођица Џени. Свака сесија читања се завршава појављивањем госпође Тичам, која објашњава лекцију коју треба научити из сваког искуства. Нагласак је стављен на важност читања и размишљања о читању.
Радња Гувернанте се чини у великој мери заснована на Локовом образовном идеалу избегавања учења као посла, и уместо тога представља га као нешто пријатно. Тако Филдингова користи бајке, као и свакодневне догађаје (примање писма, упознавање са странцима, обилазак отмених кућа) да образује своје ученике у стварном животу пуном среће.
Мери Марта Шервуд објавила је ревидирано издање 1820. године, заменивши причу о „Барбарику и Бенефику“ са „Историјом принцезе Розалинде“ и изоставивши „Принцезу Хебе“.
Примедбе о Клариси (1749) односе се на роман Клариса Семјуела Ричардсона. Као биограф, написала је Живот Клеопатре и Октавије (1757), историју, написану из грчких и римских извора, о животима Клеопатре и Октавије, две познате жене из римског доба. Као преводилац произвела је Ксенофонтове Мемоаре о Сократу, са Одбраном Сократа пред његовим судијама (1762), дело старогрчког писца и војника Ксенофонта о филозофу.

## Завршне године
Сарине сестре су умрле између 1750. и 1751. године, а Хенри 1754. године. Филдингова се повукла из Лондона и преселила у малу кућу недалеко од Бата. Умрла је 1768. године. На западном трему опатије Бат налази се спомен плоча као сећање на њу.